# 林彪 (1889年)
林彪（1889年—20世纪），字礼源，广东香山人，中国近代政治人物。

## 生平
林彪早年就读于上海圣约翰大学。1908年赴美国威斯康辛大学学习政治学。1912年获学士学位。次年又赴德国留学，入读巴维利亚大学，1914年获政治学博士学位。此后又进入柏林大学学习法律学。此外，他还兼任中国驻德使馆翻译员。回国后，曾担任过外交部办事员、广东军政府大元帅府秘书、北京大学法科讲师、调查治外法权委员会秘书、上海租界临时法院推事、浙江武康县县长、国民政府司法院秘书、江苏高等法院院长等职。1934年离职，在苏州从事律师事业。抗日战争期间加入汪精卫政权，出任司法院行政法院院长、撤废各国在华治外法权委员会委员。

## 延伸阅读
[在维基数据编辑]
 《游美同學錄·林彪》，出自《游美同學錄》